# 戈盧布恰
49°55′52″N 27°20′25″E / 49.93111°N 27.34028°E
戈盧布恰（烏克蘭語：Голубча），是烏克蘭西部的村莊，隸屬赫梅利尼茨基州的舍佩蒂夫卡區。該村始建於1695年，面積1.05平方公里，2001年人口176，人口密度每平方公里167.8人。